# George Howard
Sir George Howard (17. června 1718 – 16. července 1796, Londýn, Anglie) byl britský vojevůdce. Od mládí sloužil v armádě jako důstojník pěchoty a zúčastnil se dynastických válek 18. století, během sedmileté války dosáhl generálských hodností. Byl také dlouholetým poslancem Dolní sněmovny a zastával různé čestné funkce. V závěru kariéry byl povýšen do hodnosti polního maršála (1793).

## Životopis

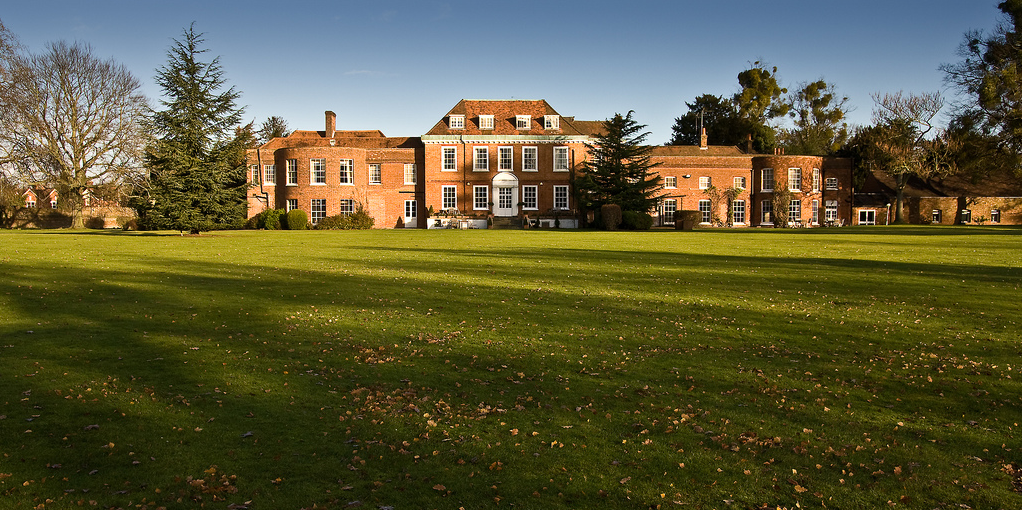
Zámek Stoke Place (hrabství Buckinghamshire), sídlo George Howarda v letech 1764–1796

Pocházel z významného šlechtického rodu Howardů, patřil k linii hrabat z Effinghamu. Narodil se jako nejstarší z osmi dětí generálporučíka Thomase Howarda (1684–1753). Díky otci se již v sedmi letech stal nižším důstojníkem v jeho pluku, fakticky ale v armádě sloužil až od roku 1736, kdy byl jmenován poručíkem. Mezitím studoval ve Westminsteru a poté na oxfordské univerzitě.
V armádě rychle postupoval v hodnostech (kapitán 1737, podplukovník 1744). Za války o rakouské dědictví bojoval v bitvě u Fontenoy, poté se přepravil do Skotska, kde se pod velením vévody z Cumberlandu zúčastnil bojů proti poslednímu jakobitskému povstání (bitva u Falkirku a bitva u Cullodenu). Po porážce povstání byl obviňován z krutého postupu ke skotským horalům. Poté se vrátil zpět na kontinent a bojoval v prohrané bitvě u Lauffeldu (1747). Po skončení válek o rakouské dědictví byl povýšen na plukovníka (1749). Znovu se aktivně zapojil do služby za sedmileté války. V roce 1757 se zúčastnil invaze do francouzského Rochefortu a v roce 1758 byl povýšen na generálmajora. Později významně přispěl k vítězství u Warburgu (1760) a v roce 1761 dosáhl hodnosti generálporučíka. Na konci sedmileté války získal Řád lázně s nárokem na titul Sir (1763). V letech 1766–1768 byl guvernérem na ostrově Minorca.
Kromě vojenské kariéry byl také dlouholetým poslancem Dolní sněmovny (1761–1766 a 1768–1795). Politicky nebyl nijak vyhraněn a v parlamentních přehledech byl uváděn jako nestraník, inklinoval ale k toryům. Na půdě sněmovny vystupoval jako řečník jen zřídka, příležitostně se vyjadřoval k otázkám armády a zahraniční politiky. Později dlouhodobě podporoval vládu Williama Pitta mladšího. Po návratu z Minorcy získal čestný post guvernéra královského špitálu v Chelsea (1768–1795). V roce 1793 získal nejvyšší hodnost v britské armádě a byl jmenován polním maršálem. V roce 1795 byl jmenován členem Tajné rady a do smrti zastával čestnou funkci guvernéra na ostrově Jersey (1795–1796). V roce 1773 obdržel čestný doktorát na univerzitě v Oxfordu.

## Rodina a majetek

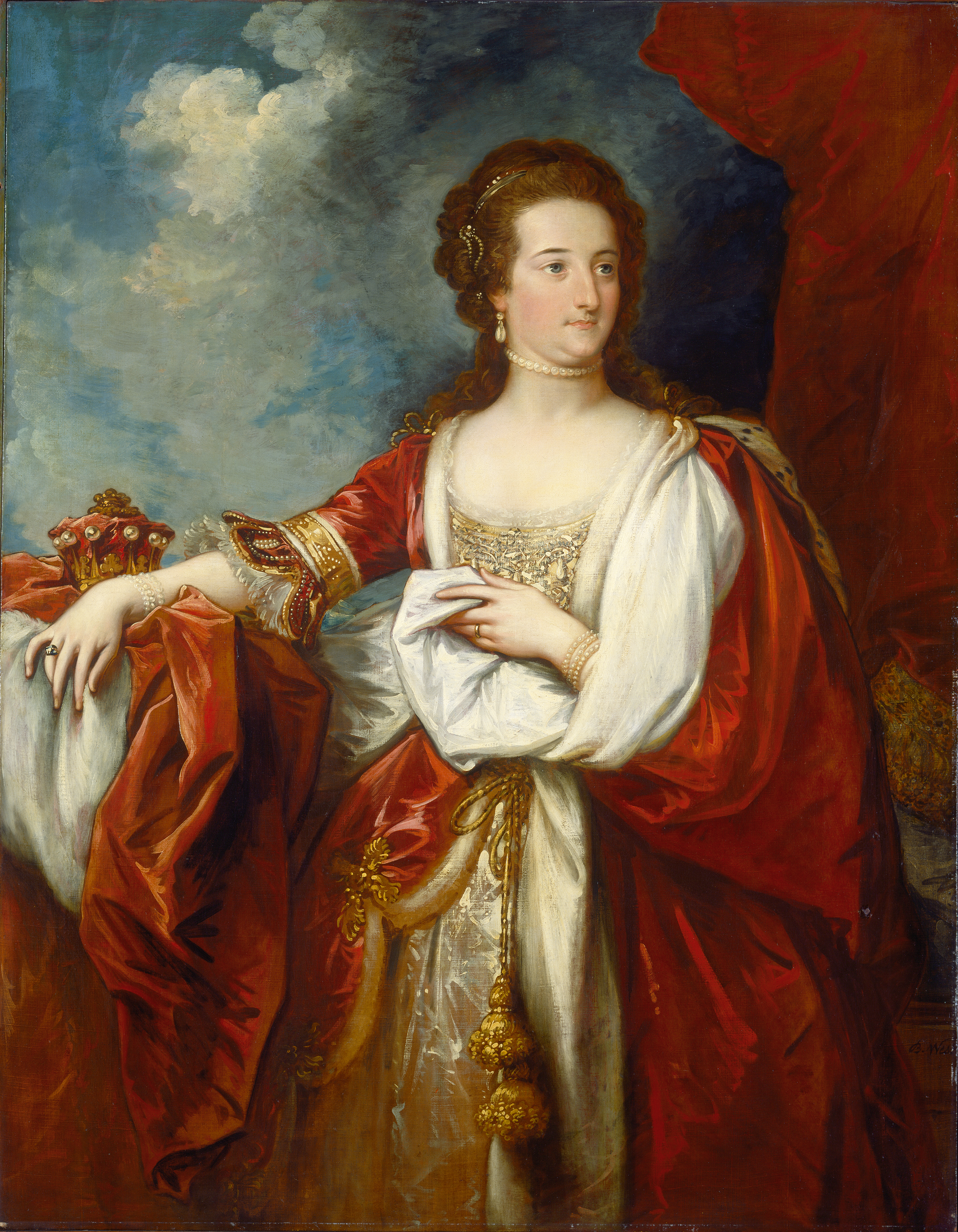
Elizabeth Howardová, hraběnka z Effinghamu, rozená Beckfordová, druhá manželka George Howarda

Po otci zdědil statky jižně od Londýna v hrabství Surrey(Great Bookham), v roce 1764 koupil panství se zámkem Stoke Place v hrabství Buckinghamshire, kde se trvale usadil. Kromě toho vlastnil dům v Londýně na prestižní adrese Grosvenor Square 16, kde také zemřel.
George Howard byl dvakrát ženatý. Poprvé se oženil ve Westminsterském opatství v roce 1748 s Lucy Wentworthovou (1718–1771), dcerou diplomata 1. hraběte ze Straffordu. Po ovdovění se podruhé oženil v roce 1771 s Elizabeth Beckfordovou (1725–1791) z bohaté londýnské podnikatelské rodiny, která byla vdovou po Georgově vzdáleném příbuzném 1. hraběti z Effinghamu. Elizabeth byla mimo jiné dvorní dámou královny Charlotty. Z prvního Georgova manželství pocházela jediná dcera Anne (1754–1784), provdaná za generála Richarda Vyse (1746–1825). Jejich potomci užívali příjmení Howard-Vyse a zámek Stoke Place v Buckinghamshire vlastnili do roku 1962.
Georgův synovec Kenneth Alexander Howard (1767–1845) sloužil v armádě a po napoleonských válkách dosáhl hodnosti generála. Po vymření starší rodové linie obdržel v roce 1837 obnovený titul hraběte z Effinghamu. Současným představitelem této rodové větve je David Peter Howard, 7. hrabě z Effinghamu (*1939).